# Ильюченко, Николай Станиславович
Никола́й Станисла́вович Ильюче́нко (14 мая 1967 года, Бийск — 1 апреля 2015 года, Бийск) — российский биатлонист и лыжник. Многократный чемпион и призёр зимних Паралимпийских игр. Заслуженный мастер спорта России по лыжным гонкам среди спортсменов с нарушением зрения.

## Биография
Родился в Бийске 14 мая 1967 года. Лыжными гонками начал заниматься в бийской школе-интернате для слабовидящих детей в группе тренера Владимира Замятина. В 1998 году одержал победу в гонке на 20 км классическим стилем в рамках чемпионата России. Год спустя стал двукратным чемпионом Европы.
После Паралимпийских игр 2002 года завершил спортивную карьеру, занялся пропагандой спорта среди школьников и молодежи.
В 2014 году был удостоен права зажечь от факела Чашу Паралимпийского Огня в Бийске.
Жена — Татьяна Ильюченко, паралимпийская чемпионка.

## Награды
- Орден Дружбы (22 февраля 2004 года) — за заслуги в развитии физической культуры и спорта[4].
- Заслуженный мастер спорта России (1992).